# 長野県道49号駒ヶ根長谷線
長野県道49号駒ヶ根長谷線（ながのけんどう49ごう こまがねはせせん）は、長野県駒ヶ根市街地の国道153号（現道）交差点を起点とし、駒ヶ根市の東部を東西に走り、伊那市長谷地区との境の中沢峠にて国道152号と交差し終点となる県道（主要地方道）である。

## 概要
路線は竜東線（長野県道18号伊那生田飯田線）と交差する新宮川岸（しんがし）交差点から市街地側はほぼ整備済みであるが、伊那市長谷地区側に近い駒ヶ根市中沢地籍の多くは道路幅員が狭く、新宮川岸交差点から新宮川に沿って県道バイパス（中沢バイパス）工事が進められていたが、2017年（平成29年）1月までに開通した。
中沢峠の手前から国道152号との交点にかけては冬期に通行閉鎖が行われている。
路線沿いには、天竜大橋の東側におもしろかっぱ館がある。
駒ヶ根市街地から天竜川へ河岸段丘を下っていく塩沢川沿いでは、木製ガードレールが1996年（平成8年）以前に設置されている。

### 路線データ
- 起点：駒ヶ根市中央（本町交差点、国道153号交点）
- 終点：伊那市長谷市野瀬（国道152号交点）

## 歴史
- 1964年（昭和39年）5月11日：粟沢赤穂停車場線を粟沢駒ヶ根停車場線へ変更。
- 1976年（昭和51年）4月1日：粟沢駒ヶ根停車場線の一部を主要地方道駒ヶ根長谷線に指定[3]。
- 1976年（昭和51年）10月14日：駒ヶ根長谷線の認定。
- 1993年（平成5年）5月11日：建設省から、県道駒ヶ根長谷線が駒ヶ根長谷線として主要地方道に再指定される[4]。
- 2002年度（平成14年度）：中沢バイパス一期工区開通[1]。
- 2007年（平成19年）12月19日：中沢バイパス二期工区開通[5]。
- 2017年（平成29年）1月29日：中沢バイパス三期工区開通[1]。

## 路線状況

### 重複区間
- 長野県道210号西伊那線（駒ヶ根市中沢上割・落合地籍）

## 地理

### 通過する自治体
- 駒ヶ根市
- 伊那市

### 交差する道路
- 国道153号（駒ヶ根市中央・本町交差点、起点）
- 国道153号伊南バイパス（駒ヶ根市東町・琴平町交差点）
- 長野県道18号伊那生田飯田線（駒ヶ根市中沢・新宮川岸交差点）
- 長野県道210号西伊那線（駒ヶ根市中沢）
- 長野県道210号西伊那線（駒ヶ根市中沢）
- 国道152号（伊那市長谷市野瀬、終点）

### 沿線にある施設など
- JR飯田線 駒ケ根駅
- 飯坂工業団地
- 天竜川
- おもしろかっぱ館
- 駒ヶ根市役所中沢支所
- 中沢峠